# 関谷あさみ
関谷 あさみ（せきや あさみ）は、日本の漫画家。女性。

## 概要
2002年、「よるのごはん」で『Colorful COMIC PUREGIRL』（ビブロス）よりデビュー。
主に成人向け漫画を執筆している。『WOoooo!B組』（サン出版）・『COMIC RIN』（茜新社）等で執筆後、主に『COMIC快楽天』（ワニマガジン社）にて不定期で掲載。
「DLsite」でも作品を販売中、特に「放課後化学クラブ」はランキング1位多数。

## 作品リスト

### 漫画

#### 連載
- 『千と万』 （双葉社『コミックハイ!』→『月刊アクション』、〈アクションコミックス COMIC HIGH’S BRAND〉、全3巻）
  - 『コミックハイ!』の休刊（2015年6月号〈5/22発売〉に伴い、『月刊アクション』に移籍。2015年11月号から2016年6月号隔月連載[2]。）

  1. 2013年6月12日発売[3]、ISBN 978-4-575-84249-4
  2. 2014年7月10日発売[4]、ISBN 978-4-575-84448-1
  3. 2016年9月12日発売[5]、ISBN 978-4-575-84850-2
- 『ゲキドル アライヴ』 （『電撃マオウ』）

#### 単行本
成人向け
1. 『ガールズシャワー』 （2005年10月15日発売[6]、茜新社〈TENMA COMICS〉、ISBN 4-87182-793-3）
2. 『おとなになるまえに』 （2006年10月14日発売[7]、茜新社〈TENMA COMICS〉、ISBN 4-87182-872-7）
3. 『YOUR DOG』 （2008年5月23日発売[8]、茜新社〈TENMACOMICS RIN〉、ISBN 978-4-87182-995-3）
4. 『僕らの境界』 （2015年2月27日発売[9]、茜新社〈TENMACOMICS JC〉、ISBN 978-4-86349-477-0）
5. 『ラフスケッチ』 （2019年12月27日発売[10]、文苑堂〈バベルコミックス〉、ISBN 978-4-86117-336-3）

#### 単行本未収録作品
成人向け
- COMIC RIN（茜新社）
  - PROPOSE（Vol.14 2006年2月）[11]
  - 日辻さん家（Vol.21 2006年9月）[11]
  - ABENDSONNE（Vol.23 2006年11月）[11]
  - 三箇日（Vol.38 2008年2月号）[12]
  - each little thing（Vol.39 2008年3月号）[12]
  - オベロン（Vol.44 2008年8月号）[12]
  - a blow of ground beast（Vol.48 2008年12月号）[12]
- COMIC快楽天（ワニマガジン社）
  - 家庭の王制（2008年1月号）
  - ツイン・テイル（2008年10、11、2009年1、2、4、7～9月号）
  - oink（2009年11月号）
  - 蠍の心（2010年4月号）
  - 柴くん家（2011年2月号）
- Juicy（茜新社）
  - REM（No.4 2013年11月）[13]
  - サマーガール（No.7 2014年9月）[14]
  - アルティメットレア！（No.9 2015年2月）[15]
  - 春の行路（No.10 2015年5月）[16]
  - ライトスタッフ（No.11 2015年9月）[17]
  - モラトリアム（No.12 2015年11月）[18] ※2009年8月発行の同人誌より加筆して収録

一般向け
- 電撃萌王（メディアワークス）
  - はるのちゅう（2006年8月号 - 2007年12月号）
- アンソロジー（芳文社）
  - ∞遠点（つぼみ vol2、2009年5月12日発売[19]、ISBN 978-4-8322-7807-3）
  - ロッシェの限界（つぼみ vol5、2010年2月12日発売[20]、ISBN 978-4-8322-7889-9）
  - 無限遠点（つぼみ vol4、6、9）
    1. （vol4、2009年11月11日発売[21]、ISBN 978-4-8322-7858-5）
    2. （vol6、2010年5月12日発売[22]、ISBN 978-4-8322-7913-1）
    3. （vol9、2010年12月11日発売[23]、ISBN 978-4-8322-7973-5）

### ゲーム
- 『スイートロビンガール』 （2011年2月25日発売[24]、チュアブルソフト、原画）
- 『我が家のヒメガミさまっ!』 （2013年11月29日発売[25]、チュアブルソフト、原画）

### アニメ
- 『ゲキドル』 （2021年、キャラクター原案）
- 『アリスインデッドリースクール』 （2021年、キャラクター原案）